# Fraseologie
Fraseologie, ook wel idiomatiek geheten, is een tak binnen de lexicologie die zich bezighoudt met de verschillende manieren waarop individuele woorden kunnen worden gecombineerd tot min of meer vaste idiomatische uitdrukkingen, ook bekend als fraseologismen of vaste verbindingen.
Hoewel het aspect van ontleding ook bij fraseologische eenheden een zekere rol speelt, richt de fraseologie zich niet in de eerste plaats op de vorming en grammaticale functie van zinsdelen, maar veeleer op het semantische aspect, ofwel de bijbehorende betekenissen.